# Gizur
Gizur (Gizzur, Gissur, isl. Gizur Gautum), sagogestalt som enligt Hervors saga och vissa utgåvor av Poetiska Eddan var kung av Götaland, begav sig till östgoternas stad Arheim vid Dnepr norr om Svarta Havet, och där med sina följeslagare från Götaland stred tillsammans med goterna mot hunnerna. 
Östgoternas rike kallas i de isländska sagorna för Reidgotaland.
Gizur var fosterfar till goternas svenskättade kung Heidrek (av asarnas stam), vars ena son hette Angantyr. Heidrek själv, som fostrats som ung i Götaland hos den vise kung Gizur, var alltså ursprungligen ifrån Sverige, och begav sig, efter att ha blivit utdriven från sitt land, till goterriket vid Dnepr och lyckades bli kung över dem. Heidrek dör, och när den gamle Gizur kommer till Arheim är det alltså för att hjälpa sin fostersons son Angantyr, i striden mot hunnerna. 
Gizur kallades av motståndarna "grytingakämpen" ("greutungerhjälten"). Det var han som öppnade slaget genom att slunga sitt spjut över hunnernas led. Striden slutar med att Gizur stupar efter att han själv dräpt hunnernas kung Humle, men de förenade götarna och goterna vinner slaget.
Hervors saga tidsbestämmer händelserna genom att räkna upp vilka kungar som härskade vid den tiden:
| ” | Þá réðu þessir konungar löndum, er hér segir: Ár kváðu Humla Húnum ráða, Gizur Gautum, Gotum Angantý, Valdar Dönum, en Völum Kjár, Alrekr inn frækni enskri þjóðu. | „ |

("Vid den tiden härskade de konungar som här följer: Humle härskade över hunnerna, Gizur götarna, goterna Angantyr, Valdar danerna, gallerna Kjar; Alrik den Djärve engelska folket.")